# كونله أودونلامي
كونله أودونلامي (بالإنجليزية: Kunle Odunlami)‏ (مواليد 5 مارس 1991) هو لاعب كرة قدم. يلعب مع منتخب نيجيريا لكرة القدم. سبق له أن لعب في كأس العالم لكرة القدم مع منتخب بلاده.

## روابط خارجية
- كونله أودونلامي على موقع الاتحاد الدولي (مؤرشف)  (الإنجليزية)
- كونله أودونلامي على موقع الاتحاد الأوربي (الإنجليزية)
- كونله أودونلامي على موقع قاعدة بيانات كرة القدم.إي يو (الإنجليزية)
- كونله أودونلامي على موقع ناشيونال فوتبول تيمز (الإنجليزية)
- كونله أودونلامي على موقع Soccerway.com (الإنجليزية)
- كونله أودونلامي على موقع كووورة
- كونله أودونلامي على موقع AS.com (الإسبانية)